# Extraliga (Tschechien, Schach) 2013/14
Die Extraliga 2013/14 war die 22. Spielzeit der tschechischen Extraliga im Schach.

## Teilnehmende Mannschaften
Für die Extraliga hatten sich mit 1. Novoborský ŠK, ŠK Rapid Pardubice, TJ Tatran Litovel, Výstaviště Lysá nad Labem, BŠS Frýdek-Místek, TJ Slávie Turnov, ŠK Labortech Ostrava, TJ TŽ Třinec, A64 Valoz Grygov und ŠK Slavoj Ostrava-Poruba die zehn Erstplatzierten der Saison 2012/13 qualifiziert, außerdem waren der ŠK ERA Poštovní spořitelna als Sieger der 1. liga západ 2012/13 und der ŠK Karviná als Sieger der 1. liga východ 2012/13 aufgestiegen.
Zu den gemeldeten Mannschaftskadern der teilnehmenden Vereine siehe Mannschaftskader der Extraliga (Tschechien, Schach) 2013/14.

## Modus
Die zwölf Mannschaften spielten ein einfaches Rundenturnier, über die Platzierungen entschieden zunächst die Mannschaftspunkte (3 Punkte für einen Sieg, 1 Punkt für ein Unentschieden, 0 Punkte für eine Niederlage), anschließend die Brettpunkte (1 Punkt für einen Sieg, 0,5 Punkte für ein Remis, 0 Punkte für eine Niederlage).

## Spieltermine
Die Wettkämpfe fanden statt am 2., 3. und 30. November, 1. Dezember 2013, 18. und 19. Januar, 15. und 15. Februar, sowie vom 21. bis 23. März 2014.

## Saisonverlauf
Der Titelverteidiger 1. Novoborský ŠK war eine Klasse für sich, gewann alle Wettkämpfe und stand schon zwei Runden vor Schluss als Meister fest. ŠK ERA Poštovní spořitelna stand schon vor der letzten Runde als Absteiger fest, während die Entscheidung über den zweiten Absteiger erst in der letzten Runde gegen Agentura 64 Grygov fiel.

## Abschlusstabelle
| Pl. | Verein                         | Sp | G  | U | V  | MP | Brett-P.  |
| --- | ------------------------------ | -- | -- | - | -- | -- | --------- |
| 01. | 1. Novoborský ŠK (M)           | 11 | 11 | 0 | 0  | 33 | 63,5:24,5 |
| 02. | ŠK Rapid Pardubice             | 11 | 8  | 2 | 1  | 26 | 54,0:34,0 |
| 03. | BŠŠ Frýdek-Místek              | 11 | 8  | 2 | 1  | 26 | 53,5:34,5 |
| 04. | Výstaviště Lysá nad Labem      | 11 | 6  | 2 | 3  | 20 | 52,5:35,5 |
| 05. | ŠK Labortech Ostrava           | 11 | 6  | 1 | 4  | 19 | 44,5:43,5 |
| 06. | TJ Zikuda Turnov               | 11 | 5  | 1 | 5  | 16 | 45,5:42,5 |
| 07. | ŠK Slavoj Ostrava-Poruba       | 11 | 3  | 1 | 7  | 10 | 40,0:48,0 |
| 08. | TJ TŽ Třinec                   | 11 | 3  | 1 | 7  | 10 | 38,0:50,0 |
| 09. | TJ Ancora Tatran Litovel       | 11 | 3  | 1 | 7  | 10 | 36,0:52,0 |
| 10. | ŠK Karviná (N)                 | 11 | 3  | 1 | 7  | 10 | 31,0:57,0 |
| 11. | Agentura 64 Grygov             | 11 | 2  | 2 | 7  | 8  | 39,0:49,0 |
| 12. | ŠK ERA Poštovní spořitelna (N) | 11 | 1  | 0 | 10 | 3  | 30,5:57,5 |

## Entscheidungen
|     | Tschechischer Meister: 1. Novoborský ŠK                                  |
|     | Absteiger in die 1. liga: Agentura 64 Grygov, ŠK ERA Poštovní spořitelna |
| (M) | Meister der letzten Saison                                               |
| (N) | Aufsteiger der letzten Saison                                            |

## Kreuztabelle
| Ergebnisse | Ergebnisse                 | 01. | 02. | 03. | 04. | 05. | 06. | 07. | 08. | 09. | 10. | 11. | 12. |
| ---------- | -------------------------- | --- | --- | --- | --- | --- | --- | --- | --- | --- | --- | --- | --- |
| 01.        | 1. Novoborský ŠK           |     | 5   | 6   | 4½  | 5½  | 5½  | 6½  | 5   | 6   | 6½  | 7   | 6   |
| 02.        | ŠK Rapid Pardubice         | 3   |     | 4   | 4½  | 4   | 5½  | 4½  | 5   | 6½  | 5   | 6   | 6   |
| 03.        | BŠŠ Frýdek-Místek          | 2   | 4   |     | 4   | 5   | 5½  | 4½  | 6   | 6½  | 5   | 6   | 5   |
| 04.        | Výstaviště Lysá nad Labem  | 3½  | 3½  | 4   |     | 5½  | 5   | 3½  | 5½  | 4   | 7½  | 5   | 5½  |
| 05.        | ŠK Labortech Ostrava       | 2½  | 4   | 3   | 2½  |     | 4½  | 6   | 4½  | 4½  | 6   | 4½  | 2½  |
| 06.        | TJ Zikuda Turnov           | 2½  | 2½  | 2½  | 3   | 3½  |     | 4   | 5   | 5   | 7   | 6   | 4½  |
| 07.        | ŠK Slavoj Ostrava-Poruba   | 1½  | 3½  | 3½  | 4½  | 2   | 4   |     | 3   | 3½  | 6   | 1½  | 7   |
| 08.        | TJ TŽ Třinec               | 3   | 3   | 2   | 2½  | 3½  | 3   | 5   |     | 4½  | 3   | 4   | 4½  |
| 09.        | TJ Ancora Tatran Litovel   | 2   | 1½  | 1½  | 4   | 3½  | 3   | 4½  | 3½  |     | 3½  | 4½  | 4½  |
| 10.        | ŠK Karviná                 | 1½  | 3   | 3   | ½   | 2   | 1   | 2   | 5   | 4½  |     | 4   | 4½  |
| 11.        | Agentura 64 Grygov         | 1   | 2   | 2   | 3   | 3½  | 2   | 6½  | 4   | 3½  | 4   |     | 7½  |
| 12.        | ŠK ERA Poštovní spořitelna | 2   | 2   | 3   | 2½  | 5½  | 3½  | 1   | 3½  | 3½  | 3½  | ½   |     |

## Die Meistermannschaft
| 1.            | 1. Novoborský ŠK |
| Schachfiguren | David Navara, Radosław Wojtaszek, Alexei Schirow, P. Harikrishna, Viktor Láznička, K. Sasikiran, Mateusz Bartel, Zbyněk Hráček, Ján Markoš, Vlastimil Babula, Štěpán Žilka, Robert Cvek, Petr Hába, Tadeáš Kriebel |